# Colobanthus
Colobanthus Bartl., 1831 è un genere di piante della famiglia Caryophyllaceae.

## Tassonomia
Il genere comprende le seguenti specie:
- Colobanthus acicularis Hook.f.
- Colobanthus affinis (Hook.) Hook.f.
- Colobanthus apetalus (Labill.) Druce
- Colobanthus bolivianus Pax
- Colobanthus brevisepalus Kirk
- Colobanthus buchananii Kirk
- Colobanthus caespitosus Colenso
- Colobanthus canaliculatus Kirk
- Colobanthus curtisiae J.G.West
- Colobanthus hookeri Cheeseman
- Colobanthus kerguelensis Hook.f.
- Colobanthus lycopodoides Griseb.
- Colobanthus masonae L.B.Moore
- Colobanthus monticola Petrie
- Colobanthus muelleri Kirk
- Colobanthus muscoides Hook.f.
- Colobanthus nivicola M.Gray
- Colobanthus pulvinatus F.Muell.
- Colobanthus quitensis (Kunth) Bartl.
- Colobanthus repens Colenso
- Colobanthus squarrosus Cheeseman
- Colobanthus strictus (Cheeseman) Cheeseman
- Colobanthus subulatus (d'Urv.) Hook.f.
- Colobanthus wallii Petrie